# Formula One
『Formula One』または『Formula 1』（フォーミュラ・ワン）は、ソニー・コンピュータエンタテインメント（SCE）がかつて発売していたフォーミュラ1が題材のレースゲームシリーズ。

## 概要
世界各地で開催されるF1のデータを収録したゲームとして、1996年に第1作が発売。欧州地域ではソニー・コンピュータエンタテインメント・ヨーロッパ（Sony Computer Entertainment Europe, SCEE）の子会社で開発部門のシグノシス（2000年以降は「SCEスタジオ・リバプール」として運営。2012年閉鎖）をメインパブリッシャーとし、各地域のSCEがローカライズをする形となる。シリーズの発売はほぼシーズン毎に行われ、初期作品はSCEの外部スタジオによる開発だったが、2001年シリーズ（PlayStation 2向け）以降は一括してスタジオ・リバプールが担当した。
欧州・北米では夏から秋頃の発売が通例となっていたことから、基本「シーズン開幕時点でのマシン・ドライバー」を収録しているが、初代のようにシーズン中に入れ替わったドライバーが重複して収録されているパターンや、発売時期がシーズン終了後から開幕前にずれ込んだ『Formula One Championship Edition』のように、シーズン中盤のデータを収録しているケースも存在する。また、ゲーム内でのコメンタリーには実際のテレビ中継で実況・解説を担当している人物を据え、欧州版ではBBC・ITVで実況を担当したマレー・ウォーカーが長年起用されていた。日本版ではフジテレビジョンのテレビ中継を元に、初代から『2001』までは三宅正治、『2002』では長坂哲夫、『2004』以降は塩原恒夫が実況に、今宮純と川井一仁の両名が解説に起用されていた。
2003年にはフォーミュラ・ワン・マネージメント（FOM）とSCEEの間でF1のゲーム化に関する独占契約権が結ばれたが、2007年以降の契約期間の延長および新作ゲームの発売を行わないことを発表。2006年シーズンの作品（『Formula One 2006』/『Formula One Championship Edition』）をもってシリーズは終了した。

### SCE以降の公式F1ゲーム
2008年5月9日、コードマスターズが新たにゲーム化の独占権利を獲得し、2009年以降はPC、各家庭用ゲーム機・携帯ゲーム機用のタイトルが発売されている。2021年のエレクトロニック・アーツ（EA）による買収に伴って、同年のシーズンから権利・発売もEAへ移管された。

## シリーズ
日本国内での発売が無いものは斜体で表記する。
| ハード                        | タイトル                         | 発売日                                       | デベロッパー               | 備考 |
| ----------------------------- | -------------------------------- | -------------------------------------------- | -------------------------- | --- |
| PlayStation Microsoft Windows | Formula 1                        | 1996年8月30日 1996年9月1日 1996年12月13日    | ビザール・クリエイションズ | 1995年度の全データを収録。 |
| PlayStation Microsoft Windows | Formula 1 97                     | 1997年9月26日 1997年9月30日 1998年1月15日    | ビザール・クリエイションズ | 1997年度のデータを収録。 日本国内の発売日は当初1997年10月9日を予定していたが、約3ヶ月の順延がされた。                                             |
| PlayStation                   | Formula 1 98                     | 1998年10月30日 1998年11月30日                | ヴァーチャル・サイエンス   | 1998年度のデータを収録。 |
| PlayStation Microsoft Windows | Formula One 99                   | 1999年10月20日 1999年10月21日 1999年10月31日 | Studio 33                  | 1999年度のデータを収録。 |
| PlayStation                   | Formula One 2000                 | 2000年10月6日                                | Studio 33                  | 2000年度のデータを収録。 シリーズで唯一SCE以外（任天堂）のゲームハード向けに展開された。                                                          |
| ゲームボーイカラー            | Formula One 2000                 | 2000年12月18日                               | タランチュラ・スタジオ     | 2000年度のデータを収録。 シリーズで唯一SCE以外（任天堂）のゲームハード向けに展開された。                                                          |
| PlayStation                   | Formula One 2001                 | 2001年5月8日                                 | Studio 33 (PS)             | 2001年度のデータを収録。 PS2版はロジクール製のステアリングコントローラ「GT FORCE」へ対応した（以降のシリーズ作品も同じ）。                        |
| PlayStation 2                 | Formula One 2001                 | 2001年4月20日 2001年9月24日 2001年10月11日   | SCEスタジオ・リバプール    | 2001年度のデータを収録。 PS2版はロジクール製のステアリングコントローラ「GT FORCE」へ対応した（以降のシリーズ作品も同じ）。                        |
| PlayStation                   | Formula One Arcade               | 2001年6月19日                                | Studio 33                  | 2001年のデータを元とした派生作品。 本シリーズの「アーケードモード」をベースに、短ラップのレースで得たポイントを元にマシンを強化していくシステム。 |
| PlayStation 2                 | Formula One 2002                 | 2002年11月1日 2003年2月20日                  | SCEスタジオ・リバプール    | 2002年度のデータを収録。 |
| PlayStation 2                 | Formula One 2003                 | 2003年6月11日                                | SCEスタジオ・リバプール    | 2003年度のデータを収録。 |
| PlayStation 2                 | Formula One 2004                 | 2004年6月30日 2004年9月22日                  | SCEスタジオ・リバプール    | 2004年度のデータを収録。 本作品以降、欧州版はタイトルの西暦表示を下2桁のみとしている（英語版参照）。                                              |
| PlayStation 2                 | Formula One 2005                 | 2005年6月1日 2005年9月22日                   | SCEスタジオ・リバプール    | 2005年度のデータを収録。 「Portable」は、欧州地域において『F1 GRAND PRIX』のタイトルで発売されている。                                            |
| PlayStation Portable          | Formula One 2005 Portable        | 2005年9月1日 2005年9月22日                   | SCEスタジオ・リバプール    | 2005年度のデータを収録。 「Portable」は、欧州地域において『F1 GRAND PRIX』のタイトルで発売されている。                                            |
| PlayStation 2                 | Formula One 2006                 | 2006年6月28日 2006年12月26日                 | SCEスタジオ・リバプール    | 2006年度のデータを収録。 欧州地域ではPS2版・PSP版共に同タイトルで発売。                                                                           |
| PlayStation Portable          | Formula One 2006 Portable        | 2006年6月28日 2006年12月26日                 | SCEスタジオ・リバプール    | 2006年度のデータを収録。 欧州地域ではPS2版・PSP版共に同タイトルで発売。                                                                           |
| PlayStation 3                 | Formula One Championship Edition | 2006年12月26日 2007年3月14日 2007年3月23日   | SCEスタジオ・リバプール    | シリーズ最終作品。日本において先行発売された。 シーズン当初のデータに沿った『2006』と異なり、ドイツGP以降のデータを収録。                         |